# Shirley Cawley
Shirley Cawley, coniugata Berry (Croydon, 26 aprile 1932), è un'ex lunghista britannica.

## Palmarès
- Giochi olimpici

Helsinki 1952: bronzo nel salto in lungo.